# Bernardo Tengarrinha
Bernardo David Mendes Salgueiro Campos Tengarrinha (Sátão, 17 febbraio 1989 – 30 ottobre 2021) è stato un calciatore portoghese di ruolo centrocampista.

## Caratteristiche tecniche
Giocava come centrocampista difensivo ma poteva essere impiegato anche al centro della difesa.